# Eleições presidenciais na Argentina de setembro de 1973
As eleições presidenciais de Argentina de setembro de 1973 foram vencidas por Juan Domingo Perón, com 61,86% dos votos — a segunda maior percentagem, atrás só da registrada em 1951 —, depois de dezoito anos de perseguições antiperonistas desde que foi derrubado por um golpe de Estado em 1955 e obrigado a viver no exílio. Perón não disputou as eleições de março de 1973, devido a uma decisão do regime militar, gerando assim uma situação institucional altamente instável, que levou à renúncia simultânea do presidente Héctor J. Cámpora e seu vice-presidente Vicente Solano Lima, e à realização de novas eleições para completar o mandato, desta vez sem exclusões de candidatos. Sua candidata a vice-presidente foi María Estela Martínez de Perón, conhecida como Isabelita — foi a primeira vez na história mundial que uma mulher foi eleita por voto popular numa chapa presidencial. Com esta vitória, Perón transformou-se na única pessoa em presidir a Argentina em três ocasiões. Tinha 77 anos e morreria nove meses depois, substituído por sua vice. Martínez também não pôde finalizar seu mandato, derrocada por um golpe de Estado em 24 de março de 1976, que tomaria o governo até dezembro de 1983.
As regras eleitorais foram as mesmas que na eleição de março anterior. A ditadura tinha realizado em 1972 uma reforma constitucional que reformou o sistema eleitoral estabelecendo que o presidente devia ser elegido por voto direto e maioria absoluta de votos, e sancionado uma legislação eleitoral estabelecendo que em caso de não atingir essa percentagem na eleição, devia se realizar um segundo turno entre os candidatos que tivessem somado mais de 15%. Ademais, reduziu o mandato presidencial a quatro anos e sincronizou todos os mandatos executivos e legislativos, de modo que tivesse eleições só uma vez a cada quatro anos.

## Antecedentes

### Primavera Camporista
O clima de júbilo que seguiu à restauração da democracia o 25 de maio de 1973, ao se celebrar as eleições de março onde se permitiu a candidatura peronista de Héctor José Cámpora, foi tomado por atritos políticos e acontecimentos imprevistos. O presidente Héctor Cámpora, que foi juramentado em presença do Presidente de Cuba Osvaldo Dorticós Torrado e o Presidente de Chile Salvador Allende, ambos representantes do marxismo na Latino-americano da Guerra Fria, declarou uma anistia quase total para os vários centos de presos políticos detentos pelo regime de Alejandro Lanusse, muitos em acampamentos inóspitos como o de Trelew, lugar onde se deu uma execução em massa em 1972.
Durante sua curta gestão, Cámpora fez nomeações que foram questionadas por setores da direita: Rodolfo Puiggrós como interventor da Universidade de Buenos Aires, Esteban Righi como Ministro do Interior e Julio Troxler como subchefe da Polícia de Buenos Aires, ligada a setores da esquerda violenta do peronismo, como a organização guerrilheira Montoneros, entre outros. Essa nova ascensão da esquerda argentina provocou uma reação cada vez mais violenta dos setores mais duros da direita. Entre as nomeações neste setor, destaca-se José López Rega, que, sob pressão de Perón, foi empossado como ministro da Previdência Social.
Uma vez no posto de Ministro, López Rega utilizou mais de 30% do orçamento nacional para financiar a criação e operação da Aliança Anticomunista Argentina (Triplo A), uma organização paramilitar. Enquanto, Cámpora viajou a Espanha para acompanhar a Perón em sua iminente volta à Argentina, o 20 de junho de 1973. O voo de Perón estava destinado a aterrar em Ezeiza, mas enquanto preparava-se o palco onde o ex-presidente falaria, a direita peronista tendeu uma emboscada aos setores de esquerda peronista ainda que a correlação de forças o propôs como um tiroteio entre a direita e a esquerda. Isso causou a morte de treze pessoas e 365 feridos, no que passou a se conhecer como o Massacre de Ezeiza.

### Renuncia de Cámpora e interino de Lastiri
Em 12 de julho, o vice-presidente Vicente Solano Lima anunciou que ele e o presidente Cámpora assinariam suas renúncias no dia seguinte e que haveria novas eleições, argumentando que o verdadeiro candidato da Frente Justicialista de Libertação havia sido Perón, e que o único objetivo da sua candidatura tinha sido para permitir seu retorno. No dia seguinte, Raúl Lastiri fez o juramento constitucional como presidente da Nação. Em 20 de julho, o Gabinete se reuniu para deliberar e anunciar a convocação de eleições presidenciais para domingo, 23 de setembro, ocorrendo simultaneamente ao segundo turno para governador nas eleições provinciais de Santiago del Estero (suspensas desde abril). Na reunião também foi definido que os cargos eleitos tomariam posse no dia 12 de outubro, e que seria utilizado o mesmo sistema eleitoral das eleições de março.
| |                                |
| |                                |
| Juan Domingo Perón | María Estela Martínez de Perón |
| para presidente | para vice-presidente           |
| |                                |
| Presidente da Nação Argentina (1946-1955) | Sem cargos anteriores          |
| Partes que compunham a aliança: - Partido Justicialista - Movimento de Integração e Desenvolvimento - Partido Conservador do Povo - Partido Popular Cristão - Movimento Socialista de Libertação Nacional - Movimento da Revolução Nacional - Movimento Nacional Yrigoyenista - União Democrata Cristã Federal - Encontro Nacional de Argentinos |                                |

A futura candidatura presidencial de Juan Domingo Perón havia sido definida praticamente desde a convocação das eleições de março de 1973, mas a cláusula que exigia que os candidatos presidenciais estabelecessem seu domicílio na Argentina até 25 de agosto de 1972 funcionou, na prática, como uma manobra para impedir que Perón de concorrer como candidato. Poucos meses depois, porém, a escalada da violência havia convencido grande parte da elite política e militar, inclusive setores antiperonistas, de que só Perón tinha respeito suficiente para convencer a guerrilha extremista a encerrar as hostilidades sem comprometer o governo constitucional. Além disso, e apesar da certeza absoluta de que Perón venceria de longe qualquer eleição a que se candidatasse, sua saúde começava a piorar e era sabido no meio político que, se eleito, morreria sem terminar o mandato. Por outro lado, a situação regional não era propícia a um regime democrático na América Latina. Os dois únicos governos democráticos que existiram no Cone Sul além da Argentina (Uruguai e Chile) foram derrubados em sucessivos golpes de 27 de junho e 11 de setembro, instaurando-se ditaduras militares. Esses cenários instáveis deixariam o governo argentino em uma situação muito difícil com a morte de Perón, então uma candidatura estável à vice-presidência com peso político era essencial para garantir a sobrevivência do próximo governo.
Em 27 de julho, durante uma homenagem a Eva Perón em comemoração ao vigésimo primeiro aniversário de sua morte, o Movimiento Nacional Justicialista proclamou a candidatura de Perón à presidência, sem especificar quem seria seu vice. No final do mesmo mês, a ideia de uma fórmula Perón - Isabel de Perón foi discutida pela mídia e em 31 de julho, o ex-presidente Cámpora declarou publicamente que a ideia estava sendo considerada. Além do próprio Perón, a única figura do PJ que não era publicamente favorável a nenhum dos dois setores do Justicialismo era sua esposa, María Estela Martínez de Perón, apelidada de Isabel, que carecia completamente de experiência política. López Rega, ministro da Previdência Social, dissipou as dúvidas de Perón sobre a possível candidatura de sua esposa, a quem o líder se opunha fortemente, argumentando que não queria expô-la à situação em que ela estaria se ele morresse. No entanto, López Rega recomendou a candidatura de Isabel, dissipando as dúvidas de Perón sobre tal escolha. Por fim, a proclamação da fórmula Perón-Perón ocorreu em 5 de agosto de 1973 no Teatro Colón.

### União Cívica Radical
|                                                |                                                          |
| Ricardo Balbín                                 | Fernando de la Rúa                                       |
| para presidente                                | para vice-presidente                                     |
|                                                |                                                          |
| Deputado nacional por Buenos Aires (1946-1950) | Senador nacional pela cidade de Buenos Aires (1973-1976) |

A Convenção Nacional da União Cívica Radical reuniu-se a 29 de julho com o objetivo de definir a sua posição face às próximas eleições. A essa altura, o radicalismo já estava dividido em duas vertentes: a Linha Nacional encabeçada pelo ex-presidenciável Ricardo Balbín, que liderou o partido após sua vitória nas eleições internas do ano anterior, e o Movimento de Renovação e Mudança, liderado por Raúl Alfonsín, que conseguiu com sucesso representação na Comissão Nacional depois de ter obtido mais de 25% dos votos nas referidas internas. Em plena Convenção ocorreram fatos violentos quando uma ala da Juventude Radical, a favor de Alfonsín, entrou no camarote reservado aos jornalistas e irrompeu em gritos contra Balbín, o que fez com que a imprensa abandonasse o local e o local fosse desocupado. O líder do JR, Leopoldo Moreau, protestou contra essa medida, afirmando que se tratava de um atentado contra a juventude do partido.

## jornada eleitoral
A campanha eleitoral foi muito tranquila, em grande parte pela certeza quase absoluta da vitória de Perón. A votação foi realizada em 23 de setembro. Cerca de 200.000 soldados armados guardaram as assembleias de voto durante o dia das eleições. Embora Perón e sua esposa tenham declarado que não poderiam votar nas eleições, pois ambos estavam registrados na Embaixada da Argentina em Madri, as autoridades eleitorais tomaram providências para que o casal pudesse votar em uma seção de votação no Barrio Norte, Capital Federal. Manrique votou na Escola Normal Nacional Mary O'Graham em La Plata, mesmo local onde Balbín votou, e Coral votou no Colégio Corazón de María, em Buenos Aires.

## Resultados
O resultado foi uma vitória esmagadora de Perón com 61,85% dos votos, contra 24,42% obtidos por Balbín, 12,19% de Manrique e 1,54% de Coral. Balbín reconheceu a derrota quando 90% das mesas foram escrutinadas, e Manrique fez o mesmo no final da contagem. Perón obteve maioria absoluta de votos em 22 das 24 entidades federativas, e maioria simples de votos na Capital Federal (onde obteve exatamente a metade) e Entre Ríos. Manrique conseguiu terminar em segundo lugar em Mendoza e Jujuy.
Com esta eleição, Perón bateu o recorde de diferença entre o primeiro e o segundo candidatos mais votados, superando Balbín por 37,43 pontos percentuais, feito que não foi alcançado até hoje. Foi também a única ocasião em que um candidato foi eleito presidente pela terceira vez. Perón foi empossado para o que seria seu terceiro e último mandato em 12 de outubro.
| Setembro de 73          | Setembro de 73 | Setembro de 73     |
| Candidato               | Votos          | Porcentagem        |
| ----------------------- | -------------- | ------------------ |
| Juan Domingo Perón (PJ) | 7.359.252      | 61,86%             |
| Ricardo Balbin (UCR)    | 2.905.719      | 24,42%             |
| Francisco Manrique (PF) | 1.450.996      | 12,20%             |
| Juan Carlos Coral (PST) | 181.474        | 1,53%              |
| Abstenções              | Abstenções     | 2.256.767 (15,77%) |
| Votos brancos           | Votos brancos  | 108.785 (0,90%)    |
| Votos nulos             | Votos nulos    | 49.412 (0,41%)     |
| Votos apurados          | Votos apurados | 14.312.405 (100%)  |
| Fonte:                  |                |                    |

Nota: Em negrito, o candidato vencedor, e, em itálico, o partido do candidato.

### Resultado por provincia
|                     | Perón/Perón (FREJULI) | Perón/Perón (FREJULI) | Balbín/De la Rúa (UCR) | Balbín/De la Rúa (UCR) | Manrique/Martínez (APF) | Manrique/Martínez (APF) | Coral/Páez (PST) | Coral/Páez (PST) |
| Votos               | %                     | Votos                 | %                      | Votos                  | %                       | Votos                   | %                |                  |
| ------------------- | --------------------- | --------------------- | ---------------------- | ---------------------- | ----------------------- | ----------------------- | ---------------- | ---------------- |
| Buenos Aires        | 2.886.235             | 64.41                 | 1.129.220              | 26.52                  | 447.914                 | 8.11                    | 78.386           | 1.95             |
| Capital Federal     | 885.330               | 50.00                 | 597.121                | 34.46                  | 302.089                 | 14.06                   | 21.112           | 1.48             |
| Catamarca           | 42.601                | 70.17                 | 12.875                 | 21.21                  | 5.236                   | 8.62                    | 0                | 0.00             |
| Chaco               | 160.618               | 67.02                 | 66.306                 | 27.67                  | 12.122                  | 5.06                    | 609              | 0.15             |
| Chubut              | 42.875                | 60.49                 | 18.481                 | 26.07                  | 7.772                   | 10.97                   | 1.750            | 2.47             |
| Córdoba             | 631.189               | 56.19                 | 374.295                | 33.32                  | 104.053                 | 9.26                    | 13.783           | 1.23             |
| Corrientes          | 155.315               | 58.64                 | 99.223                 | 37.46                  | 10.037                  | 3.79                    | 304              | 0.11             |
| Entre Ríos          | 159.179               | 47.83                 | 133.805                | 40.21                  | 36.024                  | 10.83                   | 3.761            | 1.13             |
| Formosa             | 43.043                | 65.79                 | 18.978                 | 29.01                  | 2.373                   | 3.63                    | 1.034            | 1.57             |
| Jujuy               | 87.629                | 76.07                 | 13.269                 | 11.52                  | 14.300                  | 12.41                   | 0                | 0.00             |
| La Pampa            | 57.653                | 59.74                 | 25.891                 | 26.83                  | 11.615                  | 12.04                   | 1.351            | 1.39             |
| La Rioja            | 45.965                | 70.34                 | 17.768                 | 27.19                  | 1.611                   | 2.46                    | 1                | 0.01             |
| Mendoza             | 331.818               | 64.83                 | 83.472                 | 16.31                  | 92.085                  | 17.99                   | 4.462            | 0.87             |
| Misiones            | 92.501                | 65.42                 | 37.865                 | 26.78                  | 10.179                  | 7.20                    | 848              | 0.60             |
| Neuquén             | 41.779                | 69.30                 | 12.056                 | 20.00                  | 5.138                   | 8.52                    | 1.318            | 2.18             |
| Río Negro           | 62.842                | 62.46                 | 25.920                 | 25.76                  | 9.135                   | 9.08                    | 2.722            | 2.70             |
| Salta               | 144.821               | 72.96                 | 30.089                 | 15.16                  | 23.174                  | 11.67                   | 414              | 0.21             |
| San Juan            | 132.603               | 65.65                 | 53.932                 | 26.70                  | 13.384                  | 6.63                    | 2.058            | 1.02             |
| San Luis            | 64.526                | 67.50                 | 20.691                 | 21.65                  | 9.481                   | 9.92                    | 891              | 0.93             |
| Santa Cruz          | 15.609                | 63.63                 | 6.698                  | 27.31                  | 2.222                   | 9.06                    | 0                | 0.00             |
| Santa Fe            | 746.754               | 60.24                 | 202.227                | 16.31                  | 274.369                 | 22.13                   | 16.281           | 1.32             |
| Santiago del Estero | 137.185               | 78.45                 | 25.287                 | 14.46                  | 9.816                   | 5.61                    | 2.572            | 1.48             |
| Tierra del Fuego    | 1.654                 | 54.97                 | 686                    | 22.80                  | 669                     | 22.23                   |                  |                  |
| Tucumán             | 265.054               | 75.82                 | 56.101                 | 16.05                  | 25.212                  | 7.21                    | 3.237            | 0.92             |
| Total               | 7.359.252             | 61.85                 | 2.905.719              | 24.42                  | 1.450.996               | 12.19                   | 181.474          | 1.54             |